# Rajd Warszawski 2006
Rajd Warszawski 2006 – 33. edycja Rajdu Warszawskiego. Był to rajd samochodowy rozgrywany od 30 września do 1 października 2006 roku. Była to siódma runda Rajdowych Samochodowych Mistrzostw Polski w roku 2006. Rajd składał się z dwunastu odcinków specjalnych.

## Wyniki końcowe rajdu[1]
| Miejsce | Kierowca          | Pilot              | Samochód                 | Czas      | Strata  | Grupa Klasa |
| ------- | ----------------- | ------------------ | ------------------------ | --------- | ------- | ----------- |
| 1       | Michał Bębenek    | Grzegorz Bębenek   | Mitsubishi Lancer Evo IX | 1:36:37.6 | -       | N4          |
| 2       | Maciej Lubiak     | Maciej Wisławski   | Mitsubishi Lancer Evo IX | 1:37:14.5 | +36.9   | N4          |
| 3       | Leszek Kuzaj      | Maciej Szczepaniak | Subaru Impreza STi N12   | 1:37:58.1 | +1:20.5 | N4          |
| 4       | Michał Sołowow    | Maciej Baran       | Mitsubishi Lancer Evo IX | 1:38:17.0 | +1:39.4 | N4          |
| 5       | Maciej Oleksowicz | Andrzej Obrębowski | Subaru Impreza STi N12   | 1:38:19.0 | +1:41.4 | N4          |
| 6       | Tomasz Czopik     | Łukasz Wroński     | Mitsubishi Lancer Evo IX | 1:38:39.9 | +2:02.3 | N4          |
| 7       | Stefan Karnabal   | Michał Kuśnierz    | Mitsubishi Lancer Evo IX | 1:39:58.7 | +3:21.1 | N4          |
| 8       | Tomasz Kuchar     | Jakub Gerber       | Subaru Impreza STi N12   | 1:41:33.9 | +4:56.3 | N4          |
| 9       | Piotr Adamus      | Magdalena Zacharko | Peugeot 206 S1600        | 1:43:45.6 | +7:08.0 | S1600       |
| 10      | Michał Kościuszko | Jarosław Baran     | Suzuki Swift S1600       | 1:43:47.0 | +7:09.4 | S1600       |